# عدنان الغريفي
السيّد عدنان شبّر الغريفي (10 أكتوبر 1866 - 2 أبريل 1922)، فقيه وشاعر وكاتب عراقي. ولد في البصرة ونشأ في المحمّرة و تعلّم بها وأولع بالشعر وحفظ منه الشي‌ء الكثير وظهر نبوغه وهو لا يزال شاب، وقصد النجف نحو سنة 1880، فأكمل بها دروسه على ابن عمه عليّ الغريفي وحضر على محمد طه نجف ومحمد حسين الكاظمي وحبيب الله الرشتي و أجيز من بعض أساتذته ومن محمد حسن الشيرازي. توفي بالكاظمية مريضاً ودفن في النجف في العتبة العلوية. له كتب في الفقه الجعفري والمؤلفات الأخرى المتعلقة بالموضوعات الأخرى منهم أنساب العرب وقبسة العجلان في صلاة أهل الإيمان وديوان شعره إلخ. 

## سيرته
ولد السيّد عدنان بن شبّر بن عليّ بن محمّد الموسوي الغريفي البحراني في البصرة (أو يقال في المحمّرة) 1 جمادى الآخرة سنة 1283 هـ/ 10 أكتوبر 1866 م ونشأ بها في بيت والده المتوفى سنة 1288 هـ/ 1871 م. انتقلت به أُمّه إلى مدينة المحمرة حيث يقيم أخوها، فقرأ الأوّليات الأدبية والشرعية ثمّ هاجر إلى النجف سنة 1297 هـ/ 1880 م فأكمل بها دروسه على ابن عمه السيّد عليّ الغريفي. حضر الأبحاث العالية على حبيب الله الرشتي ومحمّد حسين الكاظمي ومحمّد طه نجف، ثمّ انتقل إلى سامراء وحضر بها على المجدد الشيرازي. وأُجيز بالاجتهاد عن أُستاذه المجدد وهو شاب. رجع إلى المحمرة سنة 1311 هـ قائماً بوظائفه الشرعية، وفي سنة 1331 هـ/ 1913 م هبط البصرة بطلب من أهلها فنزل بينهم إماماً للجماعة والإرشاد ومرجعاً كبيراً. وكان أديباً متفنناً وشاعراً رقيقاً حسن الديباجة.

توفي بالكاظمية مريضاً 5 شعبان سنة 1340 هـ/ 2 أبريل 1922 م ونقل إلى النجف ودفن في العتبة العلوية بالصحن الشريف بحجرة رقم 2.

## مؤلفاته
- أنساب العرب
- حاشية العروة الوثقى
- حاشية القوانين في الأُصول
- ديوان شعره
- قبسة العجلان في صلاة أهل الإيمان
- مناسك الحجّ
- منظومة في الحجّ وأسراره
- نظم حديث الكساء